# 中國考古學史
本文讲述中国历代的考古成就与发现。

## 东周至唐
在夏代时，传禹铸九鼎。后世各个帝王也为这九个鼎费尽心思。与九鼎相同，当时还有其它的象征权力之器物被各个帝王下令发掘收藏。但是这时期的考古，更多的是政治目的，而不是收藏赏玩。汉承周秦争古物之风，政府有大宗古物收藏。汉朝诸帝得鼎后，都会献于宗庙或赏赐群臣。这一风气延续到了唐朝。

## 宋至1921年
宋代兴起了金石学，北宋金石学家呂大臨著有《考古图》。

## 1921年以后
关于中国近代考古学诞生的标志性事件，不同学者主要有三种看法。一是以1921年安特生发掘河南渑池仰韶村为标志；二是以李济1926年发掘山西夏县西阴村为标志；三是以1928年史语所考古组成立并发掘殷墟为标志。

## 研究書目
- 陳星燦：《中國史前考古學史研究：1895-1949》（北京：三聯書店，1997）。